# HD 5388
HD 5388 é uma estrela na constelação de Phoenix. Tem uma magnitude aparente visual de 6,72, portanto pode ter um brilho baixo demais para ser visível a olho nu. Com base em medições de paralaxe pela sonda Gaia, esta estrela está localizada a uma distância de 173 anos-luz (53 parsecs) da Terra. Sua magnitude absoluta visual é igual a 3,10.
HD 5388 é uma estrela de classe F da sequência principal, sendo maior, mais quente e mais luminosa que o Sol, e possui uma baixa metalicidade. Em 2010 foi descoberto um planeta extrassolar gigante orbitando-a com um período de 777 dias. Em 2011, observações astrométricas pela sonda Hipparcos foram usadas para mostrar que esse objeto é na verdade uma anã marrom.

## Características
Esta estrela é classificada como uma estrela de classe F da sequência principal com um tipo espectral de F6V. Seus parâmetros indicam que ela está próxima do fim da fase de sequência principal, possivelmente já sendo um pouco evoluída. Com uma massa estimada de 1,21 vezes a massa solar, a estrela tem um raio de 1,91 vezes o raio solar e está brilhando com 4,6 vezes a luminosidade solar. Sua fotosfera tem uma temperatura efetiva de 6 300 K, dando à estrela a coloração branco-amarelada típica de estrelas de classe F. Sua metalicidade, a abundância de elementos além de hidrogênio e hélio, é baixa, com uma proporção de ferro de apenas metade da solar.
HD 5388 tem um baixo nível de atividade cromosférica (log R′HK = -4,98), do qual foi estimado um período de rotação de cerca de 9 dias, com base em calibrações empíricas. O período de rotação junto com a velocidade de rotação projetada e o raio estelar correspondem a uma velocidade de rotação real de 10 ± 3 km/s e a um ângulo de inclinação de 154,8+8,1
−10,3° para o eixo de rotação da estrela.
A velocidade espacial de HD 5388, em relação ao sistema local de repouso, é representada pelo vetor (U, V, W) = (59, -24, -14) km/s, consistente com associação da estrela ao disco fino da Via Láctea, composto por estrelas mais jovens e com mais metais do que as do disco espesso. Apesar de possuir uma metalicidade baixa, HD 5388 ainda está dentro da distribuição de metalicidades do disco fino, e sua abundância de elementos α também é típica de estrelas do disco fino. A idade de HD 5388, estimada a partir de modelos de evolução estelar, é de aproximadamente 5,5 bilhões de anos.

## Sistema planetário
Em 2010 foi publicada a descoberta de um planeta extrassolar orbitando HD 5388, detectado pelo método da velocidade radial a partir de observações pelo espectrógrafo HARPS. A estrela foi observada 68 vezes pelo instrumento entre setembro de 2003 e setembro de 2009, revelando grandes variações de velocidade radial que foram ajustadas por uma órbita kepleriana. A solução orbital indica que o planeta tem uma massa mínima de 2 vezes a massa de Júpiter e que sua órbita tem um período de 777 dias e uma alta excentricidade de 0,40. A descoberta é especialmente notável devido à baixa metalicidade da estrela; estrelas pobres em metais possuem uma taxa de ocorrência de planetas gigantes muito menor do que as ricas em metais.
O método da velocidade radial, usado para descobrir o planeta, só consegue fornecer um valor mínimo para sua massa, pois a inclinação orbital é desconhecida. Uma forma de quebrar essa limitação é por observações astrométricas, que podem medir a órbita visual realizada pela estrela e portanto determinar a inclinação. Um estudo de 2011 usou observações de HD 5388 pela sonda Hipparcos e detectou uma órbita astrométrica com semieixo maior de 1,7 ± 0,5 mas e inclinação de 178,3+0,4
−0,7°, o que significa que HD 5388 b é uma provável anã marrom com uma massa real de 69 ± 20 massas de Júpiter. Anãs marrons orbitando estrelas parecidas com o Sol são extremamente raras, com uma taxa de ocorrência inferior a 0,6%.
| Planeta | Massa    | Semieixo maior (UA) | Período orbital (dias) | Excentricidade |
| ------- | -------- | ------------------- | ---------------------- | -------------- |
| b       | ≥1,96 MJ | 1,76                | 777 ± 4                | 0,40 ± 0,02    |